# Bajkeverő majom: Boldog karácsonyt majom módra
A Bajkeverő majom: Boldog karácsonyt majom módra egy 2009-es amerikai animációs film.

## Cselekmény[2]
George és a Sárgakalapos férfi vidáman számolnak vissza karácsonyig, ám egyikük sem tudja eldönteni, milyen ajándékot adjon egymásnak. Vajon megtalálják a válaszokat karácsony reggele előtt?

## Szereplők[1]
- Frank Welker: George majom
- Jeff Bennett: Sárgakalapos férfi (George gazdája), Stew
- Rino Romano: narrátor az eredeti nyelven
- Jim Cummings: Pisghetti séf (Gnocchi gazdája), Jumpy mókus
- Elizabeth Daily: Steve, Andie tűzoltó
- Grey DeLisle: Betsy (Stew testvére)
- Debi Derryberry: Gnocchi macska